# Mantispa bella
Mantispa bella là một loài côn trùng trong họ Mantispidae thuộc bộ Neuroptera. Loài này được Kuwayama miêu tả năm 1925.